# Чигарева, Зинаида Александровна

## Биография
Зинаида Александровна Чигарёва (15 октября 1928— 27 марта 2007) — советская писательница и драматург.
Родилась в семье рабочего в городе Елец Липецкой области. В 1947 году окончила с золотой медалью елецкую школу №1. Поступила на филологический факультет Ленинградского государственного педагогического института (по другим данным - Ленинградского университета). По окончании в 1952 году была направлена на работу учителем русского языка и литературы в школу города Прокопьевск Кемеровской области.
В 1953 году переходит на работу сотрудником газеты "Шахтёрская правда", заведует отделом культуры и быта.
В 1961-1967 - работает редактором на студии телевидения в Кемерово.
В 1968-1980 годах - главный редактор Кемеровского книжного издательства.
Писать пьесы Зинаида Александровна начала ещё в студенчестве, но полностью свой талант она раскрыла позже. Первая широко известная пьеса "Шахтёрская поэма" была написана ею в Прокопьевске. Местный драматический театр поставил её, а затем она прошла на сценах театров Донбасса и Дальнего Востока. Кемеровский драматический театр открыл свою работу после возведения именно с этой пьесы.
Затем были написаны пьесы «Аллея славы», «Пока не придёт разводящий». Театры Кузбасса с удовольствием ставили их, а пьесой «Пока не придёт разводящий» заинтересовалось Центральное телевидение: она была экранизирована и показана зрителям. Постепенно Зинаида Александровна стала писать и прозу: рассказы, сказки, повести.
В 1966 году Зинаида Александровна становится членом Союза писателей СССР.
В 1969 году публикуется первый её рассказ "Что в имени тебе моём?", а в 1970 году - первый сборник рассказов "Золотые холмы детства".

## Публикации
- Что в имени тебе моём?: рассказ /[худож. В. Андрианов].- Кемерово: Кемеровское книжное издательство, 1969. - 28 с.

- Золотые холмы детства: Рассказы. - Кемерово, 1970.- 145 с.

- Осторожно сказка: Сказочная повесть. – Кемерово: Книжное издательство, 1973. – 95 с.

- Свет мой ясный: рассказы, повесть. - Кемерово: Кемеровское книжное издательство, 1978. -187 с.

- Не спугни птицу: повести /послесл. автора. - Кемерово, 1987. – 265 с.

- След добра: повести, рассказы. - Кемерово: Кемеровское книжное издательство. - 1983. - 303 с.

- Горький привкус осени: повесть, рассказы. - Кемерово: Кемеровское книжное издательство. - 1989. - 189 с.

## Награды, почётные звания
Заслуженный работник культуры РСФСР